# Гартман фон Ов-Вахендорф
Барон Гартман Марія фон Ов-Вахендорф (нім. Hartmann Maria Freiherr von Ow-Wachendorf; 14 серпня 1888, Мюнхен — 13 грудня 1969, Розенгайм) — німецький офіцер, генерал-майор вермахту. Кавалер Німецького хреста в золоті.

## Біографія
Представник давнього швабського роду. 3 липня 1907 року вступив в Баварську армію. Учасник Першої світової війни. 30 вересня 1920 року звільнений у відставку з правом носіння форми 1-го баварського важкого кінного полку. Наступного дня вступив в баварську земельну поліцію. 31 жовтня 1934 року звільнився з поліції. 1 березня 1935 року повернувся на військову службу.
З 26 серпня 1939 по 23 липня 1942 року — 380-го піхотного, з 15 вересня 1942 року — 215-го запасного піхотного, з 1 травня по 12 вересня 1943 року — 867-го гренадерського полку. З 25 листопада 1943 року служив в штабі 4-го генерала для особливих доручень при ОКГ. З 25 січня 1944 року — начальник патрульної служби, командир частин безпеки і командувач військового району «Північ». З 16 жовтня 1944 року — командувач патрульної служби 7-го військового округу. З 5 січня 1945 року — генерал охоронної служби для особливих доручень при вищому артилерійському командирі в Норвегії. В липні 1945 року взятий в полон. В 1948 році звільнений.

## Звання
- Фенріх (3 липня 1907)
- Лейтенант (26 травня 1909)
- Оберлейтенант (22 травня 1915)
- Ротмістр (14 грудня 1917)
- Майор служби комплектування (1 березня 1935)
- Оберстлейтенант (1 квітня 1937)
- Оберст служби комплектування (1 січня 1941)
- Оберст (1 червня 1941)
- Генерал-майор (1 січня 1945)

## Нагороди
- Медаль принца-регента Луїтпольда (21 березня 1911)
- Орден Альберта (Саксонія), лицарський хрест 2-го класу (12 грудня 1913)
- Орден Корони (Пруссія) 4-го класу (15 грудня 1913)
- Залізний хрест
  - 2-го класу (20 листопада 1914)
  - 1-го класу (29 липня 1918)
- Орден «За заслуги» (Баварія) 4-го класу з мечами (9 квітня 1915)
- Хрест «За військові заслуги» (Брауншвейг)
- Почесний хрест ветерана війни з мечами (1 грудня 1934)
- Пам'ятна військова медаль (Угорщина) з мечами (11 липня 1935)
- Медаль «За вислугу років у Вермахті» 4-го, 3-го, 2-го і 1-го класу (25 років)
- Застібка до Залізного хреста
  - 2-го класу (27 травня 1940)
  - 1-го класу (27 червня 1940)
- Штурмовий піхотний знак в сріблі
- Німецький хрест в золоті (6 квітня 1942)
- Медаль «За зимову кампанію на Сході 1941/42» (1 серпня 1942)